# Беслановская улица (Владикавказ)
Беслановская улица — улица во Владикавказа, Северная Осетия, Россия. Находится в Промышленном муниципальном округе между улицами Чкалова и Чапаева. Начинается от улицы Чкалова.
Беслановскую улицу пересекают улицы Олега Кошевого и Курская.
Улица названа именем города Беслан.
Улица сформировалась во второй половине XIX века. Впервые отмечена как «Улица 3-я Новая» на плане города Владикавказа «Карты Кавказского края», которая издавалась в 60-70-е годы XX столетия. В 1891 году отмечена под современным наименованием в списке города Владикавказа от 1891 года. Упоминается под этим же названием в Перечне улиц, площадей и переулков от 1911 и 1925 годов.